# 曼徹斯特維多利亞站
曼徹斯特維多利亞站（英語：Manchester Victoria station）是英國的一個鐵路車站，位於曼徹斯特，是曼徹斯特的主要車站之一。維多利亞站僅有北方列車的列車運行，主要開行前往曼徹斯特近郊的列車。車站的管理維護也由北方列車進行。維多利亞站也設有曼徹斯特輕鐵的車站，可通過輕軌前往曼徹斯特市中心及曼徹斯特皮卡迪利站。
2013年起，該車站進行了一項為期兩年、耗資4400萬英鎊的現代化改造計劃，該計劃於2015年8月完成。

## 外部連結

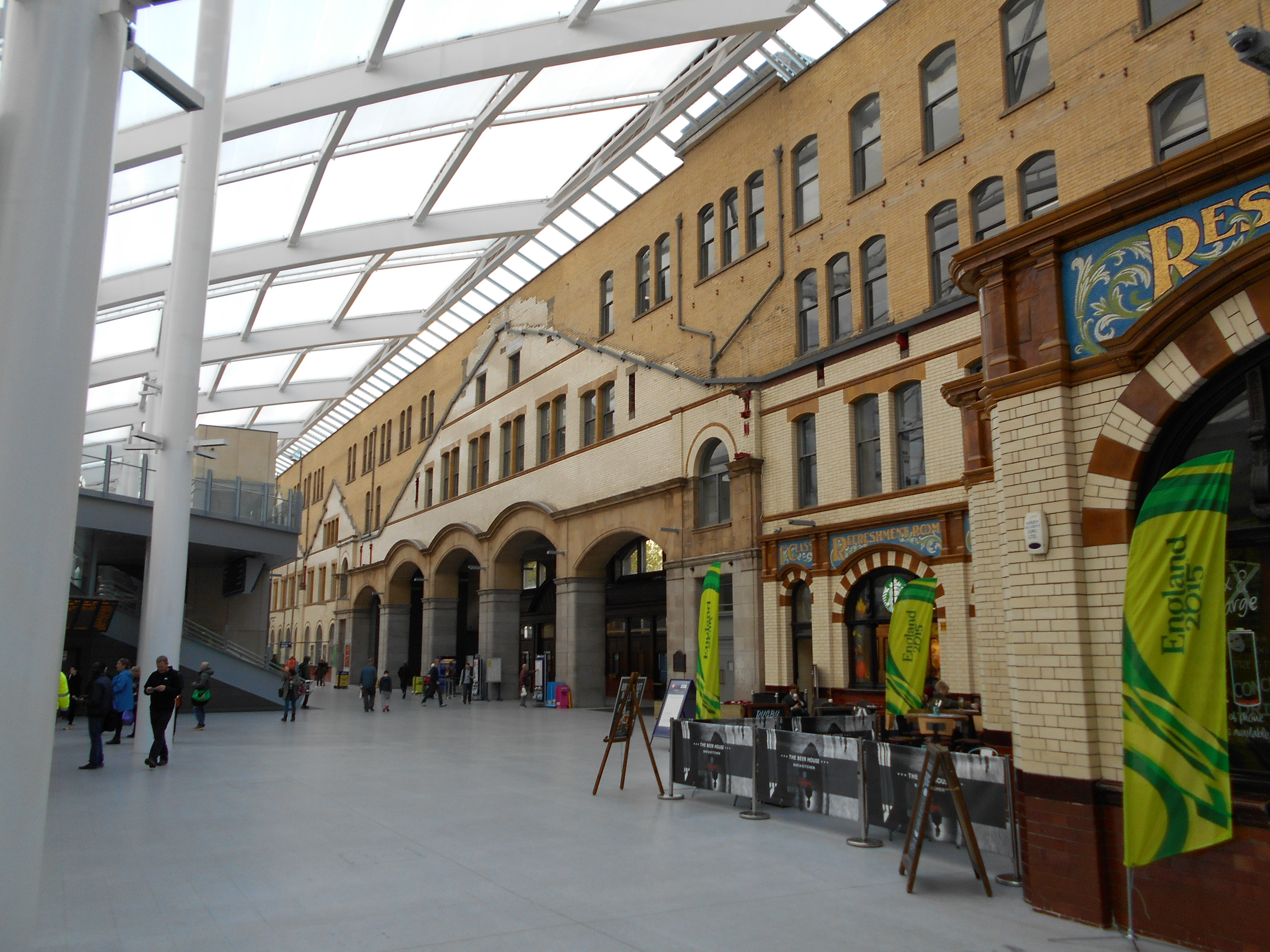
車站大廳

- Tram times （页面存档备份，存于） and station information （页面存档备份，存于） for Manchester Victoria station from Manchester Metrolink